# Рубин, Ханан
Ханан Рубин (урождённый Ханс Рубин; ивр. חנן רובין‎; 10 августа 1908, Берлин — 24 октября 1962, Израиль) — израильский политический и общественный деятель, депутат кнессета 1-го, 2-го, 3-го, 4-го, 5-го созывов от партии МАПАЙ.

## Биография
Родился 10 августа 1908 года в Берлине, Германия в семье Йосефа Рубина и его жены Мирьям. В юности был участником сионистского молодёжного движения. После окончания школы учился в Фрайбургском университете и в Берлинском университете имени Гумбольдта. Доктор права (1932).
В 1933 году репатриировался в Подмандатную Палестину, работал сельскохозяйственным рабочим, а с 1934 года работал в исполнительном комитете Гистадрута. Был одним из основателей Социалистической Лиги Палестины, был членом Законодательного собрания Палестины.
В 1949 году избран депутатом кнессета 1-го созыва, затем переизбирался депутатом кнессета 2-го, 3-го, 4-го, 5-го созывов от партии МАПАЙ. В 1955—1962 годах был заместителем спикера кнессета. В разные годы работал в законодательной комиссии, финансовой комиссии кнессета, комиссии по экономике, комиссии кнессета.
Умер 24 октября 1962 года, его мандат в кнессете перешел к Йосефу Кушниру.